# Håvard Nordtveit
Håvard Nordtveit (ur. 21 czerwca 1990 w Vats) – norweski piłkarz występujący na pozycji obrońcy w angielskim klubie Fulham F.C. oraz w reprezentacji Norwegii.

## Kariera klubowa
Swoją karierę rozpoczął w małym klubie z rodzinnego miasta – Vats 94. Później grał również w młodzieżowym zespole Skjold IL. W 2006 roku podpisał zawodowy kontrakt z FK Haugesund, gdzie zwrócili na niego uwagę skauci Arsenalu. Po niedługim czasie przeniósł się do zespołu z północnego Londynu. Podczas swojego pobytu w Anglii był on dwukrotnie wypożyczany. Najpierw w 2008 roku grał w hiszpańskiej Salamance, później na początku 2009 roku powrócił do ojczyzny, do zespołu Lillestrøm, zaś przed sezonem 2009/10 powędrował do Niemiec, do 1. FC Nürnberg. W grudniu 2010 roku piłkarza kupiła Borussia Mönchengladbach.
1 lipca 2016 roku został zawodnikiem angielskiego West Hamu United.

## Kariera reprezentacyjna
Nordtveit grał w młodzieżowych kategoriach wiekowych Reprezentacji Norwegii począwszy od U-16.